# 4차원 가족 카다시안 따라잡기
4차원 가족 카다시안 따라잡기(Keeping Up with the Kardashians)는 2007년 10월 10일부터 2021년 6월 20일까지 E!에서 방영된 리얼리티 프로그램이다. 카다시안/제너 가족들의 일상을 그리고 있다.